# アブドゥル・タプソバ
アブドゥル・フェサル・タプソバ（Abdoul Fessal Tapsoba, 2001年8月23日 - ）は、ブルキナファソフエ県ボボ・ディウラッソ出身のサッカー選手。リーグ・ドゥ・アミアンSC所属。ポジションはFW。

## クラブ経歴
2018年にコートジボワール・プレミア・ディビジョンのASECミモザのトップチームに昇格。11月28日のCAFチャンピオンズリーグのASモアンダスポル戦で、プロ初ゴールを記録。2019年9月にスタンダール・リエージュへのローン移籍が決定。Bチームでプレーし、2020年に完全移籍。2020年11月20日のUEFAヨーロッパリーグのレフ・ポズナン戦で、移籍後初ゴールを記録。12月10日のSLベンフィカ戦でもゴールを決めた。